# Agrostis maeotica
Agrostis maeotica é uma espécie de gramínea do gênero Agrostis, pertencente à família Poaceae.